# Кондаков, Иван Петрович
Ива́н Петро́вич Кондако́в (9 сентября 1905, Сима, Юрьев-Польский уезд, Владимирская губерния, Российская империя — 19 ноября 1969, Москва, СССР) — советский библиотековед, государственный и партийный деятель, преподаватель. Заслуженный работник культуры РСФСР (1965).

## Биография
Родился 9 сентября 1905 года в Симе в семье рабочего. После окончания средней школы в 1923 году поступил на исторический факультет НижГУ, который он окончил в 1928 году. Работал в средних школах преподавателем истории, затем заведовал областным отделом образования, впоследствии избран на должность заместителя заведующего отделом школ ЦК КПСС, далее работал в должностях заместителем министров Культуры и Просвещения РСФСР. В 1959 году был избран на должность директора ГБЛ и проработал в данной должности вплоть до своей смерти. Он очень много сделал для библиотеки — усовершенствовал её деятельность, помогал в освоении нового здания. Основные научные публикации посвящены усовершенствованию библиотечной работы.
Скончался 19 ноября 1969 года в Москве. Похоронен на Новодевичьем кладбище (колумбарий) .